# فرناندو کلومو
فرناندو کُلومو (انگلیسی: Fernando Colomo؛ زادهٔ ۲ فوریهٔ ۱۹۴۶) تهیه‌کننده، کارگردان و فیلم‌نامه‌نویس اهل اسپانیا است.
از فیلم‌هایی که وی در آن‌ها نقش داشته‌است، می‌توان به راهنمای عشق چندنفره برای مبتدیان، کوارتت هاوانا، همه چیز دروغ است، عشق نه، فقط دیوانگی و سلام، تنهایی؟ اشاره نمود.